# Telipogon alvarezii
Telipogon alvarezii är en orkidéart som beskrevs av Pedro Ortiz Valdivieso. Telipogon alvarezii ingår i släktet Telipogon och familjen orkidéer.
Artens utbredningsområde är Colombia. Inga underarter finns listade i Catalogue of Life.